# لاکلان گیلسپی
لاکلان گیلسپی (انگلیسی: Lachlan Gillespie؛ زادهٔ ۲۳ اکتبر ۱۹۸۵) یک موسیقی‌دان اهل استرالیا است.
وی از سال ۲۰۱۲ میلادی تاکنون مشغول فعالیت بوده‌است و از اعضا کنونی گروه موسیقی کودکان ویگلز است.
لاکلان گیلسپی که به طور اختصار و خودمانی، او را «لاکی» خطاب می‌کنند، آموختن پیانو را از سن ۴ سالگی و آموزشِ اصولیِ خوانندگی را از سن ۱۲ سالگی آغاز کرد و پس از تحصیل در مدرسه هنرهای نمایشی، مدرک کارشناسی خود را در رشتهٔ تئاتر موزیکال از «آکادمی هنرهای نمایشی استرالیای غربی» دریافت نمود و اجراهایی در این زمینه، در ملبورن و نیویورک داشته است. وی آموزگارِ خوانندگی و نمایش، برای کودکان ۴ الی ۱۳ سال است.
لاکلان گیلسپی از اوایل سال ۲۰۱۳ میلادی، جایگزین «جف فت» (عضو اولیه و پیشین ویگلز) گردید و اینک ویگلزِ بنفش‌پوش است.